# KFI Erhvervsdrivende Fond
KFI Erhvervsdrivende Fond (oprindeligt Købmændenes Finansieringsinstitut) er en dansk erhvervsdrivende fond, der ejer 42,5 procentaf dagligvarekoncernen Dagrofa samt 39,5 procent af den grønlandske supermarkedskæde Pisiffik. Derudover yder KFI støtte til selvstændige købmænd i form af lejemål, finansielle ydelser og uddelinger. Det er en betingelse for lånene, at købmændene er med i en af de kæder, der ejes af Dagrofa. 
Fonden blev stiftet i 1955 og får primært sine indtægter fra en stor ejendomsportefølje, der både omfatter dagligvarebutikker, øvrige erhvervslejemål og beboelse. I alt ejer fonden 162 ejendomme og 1.100 lejemål.
KFI Erhvervsdrivende Fond havde pr. 31. december 2022 en samlet formue på omkring 4 milliarder kroner.
Administrerende direktør for KFI Erhvervsdrivende Fond er Terje List.